# Hurius
Genre
Synonymes
- Spinurius Mello-Leitão, 1941

Hurius est un genre d'araignées aranéomorphes de la famille des Salticidae.

## Distribution
Les espèces de ce genre se rencontrent en Amérique du Sud.

## Liste des espèces
Selon World Spider Catalog (version 23.0, 15/04/2022) :
- Hurius aeneus (Mello-Leitão, 1941)
- Hurius petrohue Galiano, 1985
- Hurius vulpinus Simon, 1901

## Systématique et taxinomie
Ce genre a été décrit par Simon en 1901 dans les Salticidae.
Spinurius a été placé en synonymie par Galiano en 1985.

## Publication originale
- Simon, 1901 : Histoire naturelle des araignées. Paris, vol. 2, p. 381-668 (intégral).